# Anton Door
Anton Door   (Viena, 20 de juny de 1833 - Viena, 7 de novembre de 1919) fou un pianista de concert austríac.
Va estudiar piano amb Carl Czerny i va ser ensenyat en teoria per Simon Sechter. Des del 1850 va fer gires de concerts que el van portar a Itàlia i Alemanya. A Estocolm va ser nomenat membre de la Royal Academy i nomenat pianista de la cort. Després va ensenyar durant una dècada al Conservatori de Moscou i es va traslladar a Viena el 1868, on va ensenyar al Conservatori de la Societat d'Amics de la Música fins al 1901, i on entre els seus alumnes tingué Carl Lafite. Aquí es va trobar amb el cercle d'amics de Johannes Brahms i va defensar la música antiga en particular. Tot i que Door va tenir alguns èxits com a solista a una edat primerenca, va abandonar completament la seva carrera en solitari el 1869 després de ser nomenat professor al Conservatori de Viena. Com a professor, era conegut menys pel seu caràcter inspirador i la seva interpretació que pel seu èmfasi en la tècnica.
La seva filla era l'actriu i cantant Jenny Door.
Els seus records personals de Johannes Brahms (a: "Die Musik", vol. II, número 15, Berlín, 1903) encara són molt interessants per la vívida caracterització del gran artista com a músic i com a persona.